# Xã Wea, Quận Miami, Kansas
Xã Wea (tiếng Anh: Wea Township) là một xã thuộc quận Miami, tiểu bang Kansas, Hoa Kỳ. Năm 2010, dân số của xã này là 1.950 người.